# Poxviridae
Poxviridae è una famiglia del phylum Nucleocytoviricota di virus a DNA a doppio filamento rivestiti da una doppia membrana virale.

## Generalità
La famiglia dei Poxviridae comprende due sottofamiglie:
- Chordopoxvirinae - virus che infettano i vertebrati
- Entomopoxvirinae - virus che infettano gli invertebrati

Quattro generi di poxvirus possono infettare gli esseri umani: Orthopoxvirus, Parapoxvirus, Yatapoxvirus e Molluscipoxvirus.
I più comuni sono il virus del vaccino e del "Mollusco contagioso", ma infezioni per l'uomo possono provenire anche da alcuni Poxvirus degli animali come, per esempio, dal virus del vaiolo delle scimmie, responsabile di casi che si sono verificati in alcune remote località dell'Africa. Apparteneva a questa famiglia anche il virus del vaiolo e dell'alastrim, malattie ormai eradicate.
Altri generi sono:  Suipoxvirus, Avipoxvirus, Capripoxvirus, Leporipoxvirus

## Struttura
Le particelle virali dei Poxvirus sono normalmente dotate di un envelope formato da strati multipli di membrane modificate; in effetti, questo fa sì che spesso anche le forme immature intracellulari dei Poxvirus contengano envelope differenti rispetto al virus adulto e possono essere esse stesse infettive.
Variano per forma e dimensioni a seconda delle specie e della maturazione: al microscopio elettronico appaiono a forma di manubrio all'esterno della cellula oppure di forma compatta, tondeggianti o simili a mattoni, all'interno della cellula. Il capside misura circa 200 nanometri di diametro e fino a 300 nanometri in lunghezza, mentre il genoma in esso contenuto è nella forma di una singola molecola lineare di DNA a doppio filamento. In confronto, un Rhinovirus è grande solo un decimo di un tipico virione di Poxviridae.

## Replicazione
La replicazione dei Poxvirus richiede diversi stadi. Per prima cosa il virus si lega ad un recettore sulla superficie della cellula bersaglio; tale molecola è rappresentata con ogni probabilità da Glicosamminoglicani (GAGs). Dopo il contatto con il recettore, il virus entra nella cellula ove si libera del capside. La liberazione del genoma virale è un processo consistente di due fasi. Dapprima, al momento dell'entrata nella cellula ospite, viene rimossa la membrana virale esterna; successivamente la particella virale (rimasta senza membrana esterna) viene aperta per rilasciare il core nel citoplasma della cellula. Si compone di due fasi anche l'espressione genica.
I geni precoci codificano per le proteine non-strutturali, compresi gli enzimi necessari alla replicazione del genoma virale; i geni tardivi vengono espressi dopo la replicazione del patrimonio genetico e codificano le proteine strutturali del capside. L'assemblaggio della particella virale viene espletato nel citoscheletro della cellula: è un processo complesso ancora oggi poco compreso. Nonostante questi virus siano di grandi dimensioni e complessi, la loro replicazione risulta relativamente rapida, in quanto si svolge in sole 12 ore. La modalità di replicazione di questi virus sono insolite per un virus a DNA a doppio filamento sia perché il genoma virale codifica completamente il proprio sistema di riproduzione sia perché tale processo si verifica nel citoplasma, e non nel nucleo cellulare, dove sono presenti le DNA-polimerasi. La maggior parte degli altri virus a DNA sfrutta infatti l'apparato enzimatico dell'ospite per espletare le funzioni di replicazione del genoma.

## Storia
Malattie causate da Poxvirus, specialmente il vaiolo, sono conosciute da secoli. Una delle prime prove documentate di questo è rappresentata dalla mummia del faraone Ramses V che morì di vaiolo attorno al 1000 a.C. Questa malattia fu probabilmente portata in Europa nel III secolo e quindi esportata in America dai conquistadores ai primi del XVI secolo. È oramai riconosciuto che una pandemia di vaiolo fu la principale causa della rapida sconfitta degli Aztechi e che circa 3,2 milioni di essi perirono in soli due anni. Questo tasso di mortalità ed infettività fu dovuto all'assenza, nelle popolazioni americane, di anticorpi contro il virus di cui invece erano dotati gli europei.
Oltre due secoli dopo, Edward Jenner dimostrò che l'inoculazione del meno pericoloso vaiolo bovino poteva essere utilizzato per prevenire la forma più aggressiva di vaiolo. Un impegno mondiale per la vaccinazione di tutta la popolazione fu intrapreso con lo scopo di eradicare completamente la malattia dalla popolazione umana. L'Organizzazione Mondiale della Sanità dichiarò il virus ufficialmente sconfitto nel 1979, con campioni vivi in possesso ai laboratori delle due superpotenze del periodo, USA e Unione Sovietica. Dopo l'11 settembre 2001 i governi hanno incrementato la loro preoccupazione riguardo ad un possibile, futuro utilizzo del vaiolo o di altre malattie da Poxvirus in atti di bioterrorismo. Pertanto, sebbene dal 1979 nessun paese abbia vaccinato di routine i propri cittadini contro il vaiolo, dal 2001 gli USA hanno iniziato a vaccinare alcuni operatori della sanità e membri selezionati delle forze armate
Debellato il virus del vaiolo con la vaccinazione, stanno comparendo altre patologie legate ai poxvirus, come per esempio il vaiolo delle scimmie. Statistiche recenti hanno mostrato un aumento di molte volte nel tasso di infezione di quest'ultima malattia, tenuta fino a poco tempo fa sotto controllo dalla vaccinazione obbligatoria contro il vaiolo umano.